# Iubileini
Iubileini - Юбилейный (rus) - és una ciutat de l'óblast de Moscou, a Rússia.

## Història
Fins al 1989 era una ciutat tancada, i tenia el nom de Boltxevo. El 1992 aconseguí l'estatus de ciutat.